# Лавруссія

Лавруссія у девоні

Лавруссія (Євроамерика) — палеозойський суперконтинент, який утворився в результаті колізії Північно-Американської та Східно-Європейської платформ під час каледонського орогенезу.
У пермі Лавруссія об'єдналася з Пангеєю-2 і стала її складовою частиною. Після розпаду Пангеї-2 стала частиною Лавразії. В палеогені розпалась. Була одним суперконтинентом разом із Пангеєю.